# Braamt
Braamt est un village situé dans la commune néerlandaise de Montferland, dans la province de Gueldre. Le village comptait 1 000 habitants.